# Рутенберг (электростанция)
Рутенберг — угольная электростанция, расположенная на средиземноморском побережье в Ашкелоне, Израиль.

## История
Электростанция Рутенберг, названная в честь Пинхаса Рутенберга, принадлежит и управляется Электрической компанией Израиля. Рутенберг является новейшей теплоэлектростанцией в Израиле и второй по величине в плане генерирующих мощностей. На её долю приходится почти двадцать процентов установленной генерирующей мощности страны. Электростанция находится в непосредственной близости к морю, так как её система охлаждения использует морскую воду.
Строительство началось в начале 1980-х. Начало эксплуатации первого пускового комплекса в 1990 году. Второй пусковой комплекс был завершен в 2000 году и запущен в эксплуатацию в феврале 2001 года.

## Характеристики
Электростанция имеет установленную мощность 2250 МВт. Электростанция потребляет 16 тыс. тонн угля в день и 330 тыс. тонн охлаждающей воды в час (при полной мощности).

## Выбросы в атмосферу
Трубы электростанции Рутенберг имеют высоту 250 метров и используются для выброса дымовых газов. Большая высота труб способствует эффективному рассеянию газа в атмосфере и снижению концентрации загрязняющих веществ в воздухе.

## Использование золы
В 1998 году был приостановлен выброс пепла после сжигания в море, так как был найден способ полезного применения в промышленности, сельском хозяйстве и часть его используется для изготовления новых строительных блоков. Сумма вторичного использования составляет около 1,2 млн тонн угольной золы в год.

## Неисправности
В начале августа 2012 года из-за неисправностей на электростанции Рутенберг произошло падение мощности примерно на 800 МВт по всей стране, в объёме, эквивалентном 6,5 % общей производственной мощности энергосистемы Израиля. Электрическая компания Израиля оперативно исправила большинство проблем на электростанции и почти 600 МВт мощности были возвращены в систему. Отключения электричества были зафиксированы, в частности, в Хайфе, Нетании и Рамат-Гане. Отключения длились от 15 до 20 минут.
Неисправности произошедшие в августе 2013 года привели к снижению мощности станции примерно на 575 МВт — это около 4,4 % национального производства электроэнергии, или около 4,8 % по отношению к пику спроса, зафиксированного к 2013 году в Израиле.

## Происшествия
7 октября 2023 года террористы из группировки ХАМАС нанесли ракетные удары по второй по величине в Израиле электростанции — «Рутенберг».